# Пунта дел Есте еПри
Пунта дел Есте еПри е кръг от шампионата за болиди с електрическо задвижване Формула Е под егидата на ФИА. Провежда се през дебютния сезон 2014/15 и втория сезон на надпреварата на временната писта Пунта дел Есте Стрийт Сиркуит на улиците на Пунта дел Есте, Уругвай.

## История
Първата в историята надпревара от Формула Е на територията на Южна Америка се провежда на 13 декември 2014 г. С победата си и във второто еПри на Пунта дел Есте през 2015 г. Себастиен Буеми се превръща в първия пилот с две победи в едно еПри.

## Писта
Пунта дел Есте Стрийт Сиркуит е дълга 2,785 км и има 20 завоя. Част от пистата е идентична с тази, използвана в миналото за надпревари от шампионата за туристически автомобили TC2000. Тя е в непосредствена близост до плажа Плая Брава и Атлантическото крайбрежие на града и затова описанието ѝ в официалния сайт на Формула Е като „писта, водеща през живописното пристанище на Пунта дел Есте“ е неправилно, защото пристанището се намира на Ла Плата от другата страна на полуострова.

## Спонсори и официални имена
- 2014: Юлиус Бер – ФИА Формула Е Юлиус Бер Пунта дел Есте еПри 2014
- 2015: Юлиус Бер – ФИА Формула Е Юлиус Бер Пунта дел Есте еПри 2015

## Победители
| Година | Победител       | Отбор       | Време (Об.)    | Най-бърза обиколка | Пол позиция      | Дата        | Доклад |
| ------ | --------------- | ----------- | -------------- | ------------------ | ---------------- | ----------- | ------ |
| 2014   | Себастиен Буеми | е.дамс-Рено | 49:08.990 (31) | Даниел Абт         | Жан-Ерик Верн    | 13 декември | Доклад |
| 2015   | Себастиен Буеми | Рено е.Дамс | 45:59.697 (33) | Себастиен Буеми    | Жером Д'Амброзио | 19 декември | Доклад |

## Статистика

### Победи

#### Пилоти
| Победи | Пилот           | Постигнати |
| ------ | --------------- | ---------- |
| 2      | Себастиен Буеми | 2014, 2015 |

#### Отбори
| Победи | Отбор       | Постигнати |
| ------ | ----------- | ---------- |
| 2      | Рено е.Дамс | 2014, 2015 |

#### Националност на пилотите
| Победи | Страна    | Постигнати | Пилоти |
| ------ | --------- | ---------- | ------ |
| 2      | Швейцария | 2014, 2015 | 1      |

### Пол позиции

#### Пилоти
| ПП | Пилот            | Постигнати |
| -- | ---------------- | ---------- |
| 1  | Жан-Ерик Верн    | 2014       |
| 1  | Жером Д'Амброзио | 2015       |

#### Отбори
| ПП | Отбор             | Постигнати |
| -- | ----------------- | ---------- |
| 1  | Андрети Аутоспорт | 2014       |
| 1  | Драгън Рейсинг    | 2015       |

#### Националност на пилотите
| ПП | Страна  | Постигнати | Пилоти |
| -- | ------- | ---------- | ------ |
| 1  | Франция | 2014       | 1      |
| 1  | Белгия  | 2015       | 1      |

### Най-бърза обиколка

#### Пилоти
| НБО | Пилот           | Постигнати |
| --- | --------------- | ---------- |
| 1   | Даниел Абт      | 2014       |
| 1   | Себастиен Буеми | 2015       |

#### Отбори
| НБО | Отбор                 | Постигнати |
| --- | --------------------- | ---------- |
| 1   | Ауди Спорт АБТ Шефлер | 2014       |
| 1   | Рено е.Дамс           | 2015       |

#### Националност на пилотите
| НБО | Страна    | Постигнати | Пилоти |
| --- | --------- | ---------- | ------ |
| 1   | Германия  | 2014       | 1      |
| 1   | Швейцария | 2015       | 1      |